# Canavese
Il Canavese (Canavèis in piemontese) è una regione storico-geografica del Piemonte estesa tra la Serra di Ivrea, il Po, la Stura di Lanzo e le Alpi Graie, ossia il territorio compreso tra Torino e la Valle d'Aosta e, verso est, il Biellese e il Vercellese. I centri di maggior rilievo sono Ivrea, Chivasso, Cirié, Rivarolo, Cuorgnè, Caluso, Castellamonte e Leini.

## Toponimo
Esistono diverse ipotesi sull'origine del nome "Canavese": una di esse è che la zona prenda il nome da una curtis denominata Canava, situata su uno sperone roccioso alla confluenza tra l'Orco e il torrente Gallenca, già citata in un diploma di Berengario II del 951 e menzionata per l'ultima volta in un diploma del 1054 (secondo una diffusa tradizione il nome Canavese indicherebbe che in tale curtis era coltivata la canapa). Tale località diede il nome dapprima al decorso dell'Orco e poi alla pianura circostante.

## Geografia fisica
L'area geografica denominata Canavese non ha una definizione univoca. Nella Guida del Canavese scritta da A. Maselli e stampata ad Ivrea nel 1904 si afferma:
(A. Maselli)
Una definizione più recente è quella data dall'Enciclopedia Treccani, che ha il difetto di non ricomprendere l'abitato di Villareggia, sito oltre la Dora Baltea:
(Enciclopedia Italiana di scienze, lettere ed arti, Istituto Poligrafico dello Stato, Roma, 1930)

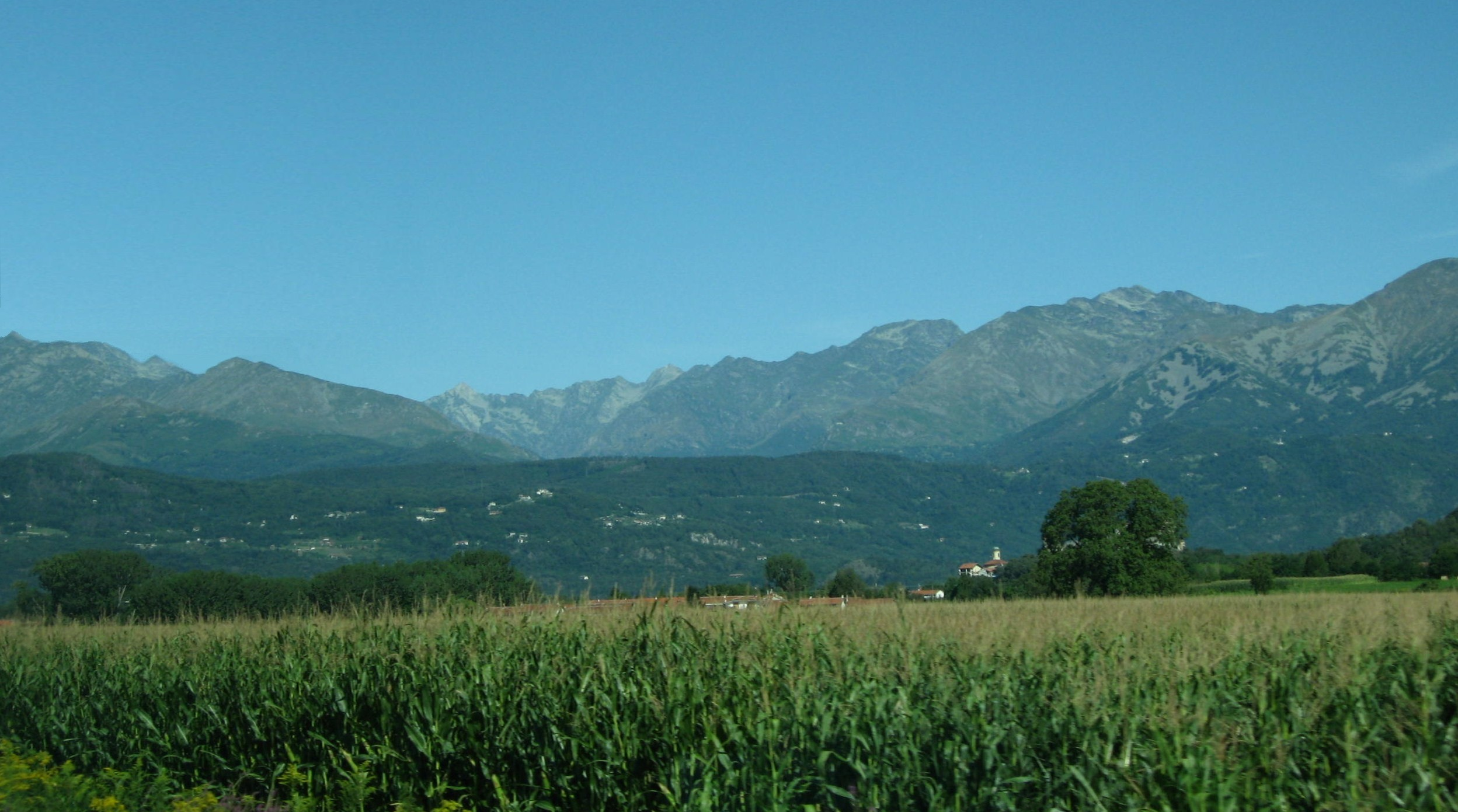
Le campagne intorno a Samone

Il territorio, solcato dai fiumi Dora Baltea, Chiusella, Soana, Orco e Malone, è dominato dall'anfiteatro morenico di Ivrea e dal massiccio del Gran Paradiso, che contornano la vasta area pianeggiante intorno a Chivasso. Numerosi i laghi glaciali, tra cui spiccano quello di Candia Canavese e quello di Viverone al confine orientale con il Biellese.
La "capitale" storica del Canavese è Ivrea, città di origine celtica che divenne municipium romano nel I secolo a.C., mantenendo il nome di Eporedia, da cui il termine eporediesi con cui sono definiti i suoi abitanti. Ma il toponimo Canavese deriva dall'antico abitato di Cuorgnè, Canava, posto forse sulle rive del torrente Orco o, più probabilmente, sulle pendici del monte Quinzèina, dove ancor oggi si trova l'abitato di Nava. Secondo alcuni, potrebbe invece essere legato all'antica coltivazione in zona della canapa. Gli abitanti della regione sono detti canavesani.
Il Canavese è generalmente suddiviso in Alto Canavese (i dintorni di Cuorgnè, Rivarolo Canavese, Castellamonte e le valli Orco, Soana e Malone), Eporediese (i dintorni di Ivrea, racchiusi dal suo anfiteatro morenico, che comprendono anche la Valchiusella) e Basso Canavese (che inizia dal comune di Leini e che comprende i dintorni di San Giusto Canavese, Caluso, Volpiano fino a Chivasso).

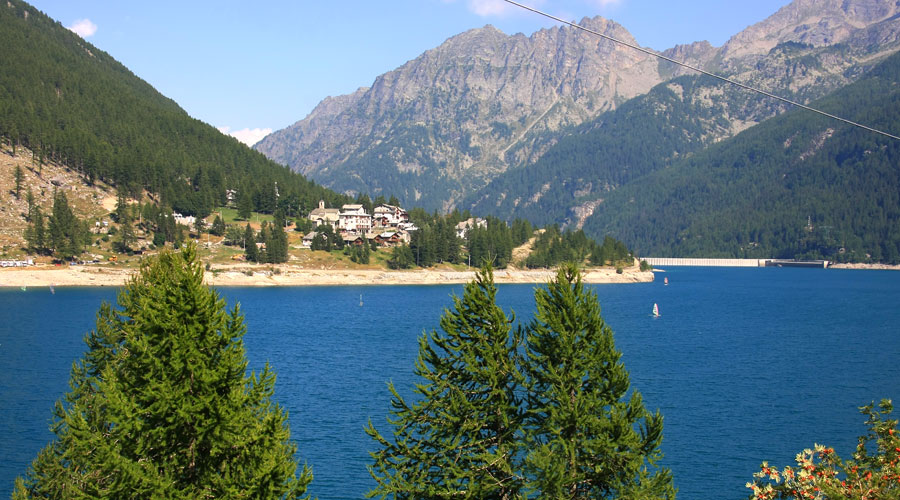
Lago di Ceresole Reale

### Parchi e riserve naturali
- Parco nazionale del Gran Paradiso
- Parco del Po Torinese
- Parco naturale del Lago di Candia
- Riserva naturale del Sacro Monte di Belmonte
- Riserva naturale dei Monti Pelati
- Riserva naturale della Vauda

## Storia

### Preistoria
Nel Canavese sono stati ritrovati parecchi reperti archeologici riconducibili al periodo neolitico. L'ambiente che si presentò agli occhi dei primi colonizzatori agricoli dell'anfiteatro morenico di Ivrea era ben diverso da quello attuale. Dopo la fine dell'ultima glaciazione, quella di Wurm, circa 12.000 anni or sono, gli unici vivibili nell'arco alpino erano i rilievi, ove un ecosistema comparabile a quello dell'attuale tundra sub-artica costituiva un habitat ideale per numerosi branchi di ungulati, quali camosci e stambecchi. Alla glaciazione seguì un periodo relativamente breve di forte aumento della temperatura, con conseguente rapido sviluppo della foresta in pianura; poi un peggioramento, che durò circa un millennio, ridusse nuovamente la vegetazione. Si arrivò infine alla fase climatica Boreale, quella della definitiva scomparsa dei ghiacciai dalle zone di pianura.
I diagrammi pollinici mostrano, a partire dal 6000 a.C., una forte crescita delle specie arboree fino a quote molto elevate, favorita da un clima molto più caldo e umido di quello attuale (fase climatica Atlantica). Alcuni alberi, oggi familiari, erano assenti: il castagno, arrivato forse nel neolitico, la robinia, di origine americana; altri erano meno diffusi, come la betulla, colonizzatrice di disboscamenti recenti. Una grande foresta ricopriva la pianura ed i fianchi delle montagne, nella quale dominavano le querce, talvolta gigantesche, accompagnate da frassini, olmi, carpini, tigli e pioppi; sopra i 500 m s.l.m. si estendevano le faggete ed in quota i pini, il peccio e l'abete bianco. Le felci ed altre specie sono indicatrici di una selva umida, attraversata da fiumi e torrenti dal corso incerto, ricca di specchi e di ristagni d'acqua.
Il popolamento umano si consolidò nel corso dell'età del bronzo; i reperti di questo periodo si sono conservati meglio nei pressi di bacini lacustri tuttora esistenti o che con il tempo si sono trasformati in torbiere. Di notevole importanza sono le ricerche sui villaggi palafitticoli di Viverone e di Bertignano, dove furono anche rinvenute alcune piroghe.
I siti che hanno restituito reperti attribuibili al neolitico sono gli alti morfologici del castello di San Martino, Santa Maria di Doblazio e Panier a Pont Canavese, la Boira Fusca e Navetta a Salto, Monte Cordolo a Fiorano e la collina castellamontese di Filia, nonché quelli perilacustri: Montalto Dora e Viverone.
I siti in altura attualmente infestati dalle robinie e dal castagno (che compare in Italia nell'età del ferro) erano allora popolate da betulle, roverelle e faggi; la pratica del taglia e brucia per creare radure, bonificando e fertilizzando i soffici terreni dei terrazzi, può aver indotto le comunità ad iniziare la domesticazione dei cereali presenti allo stato selvatico, coltivabili con attrezzature di legno indurito sul fuoco. La vegetazione e la collocazione in altura favorirono l'allevamento ovocaprino, unito alla caccia ai camosci sicuramente presenti a quote appena superiori.

### Periodo romano
In epoca pre-romana il Canavese fu abitato dai Salassi, un popolo di origine celtica, che ebbero il primo scontro con Roma nel 143 a.C., quando resistettero alle truppe del console Appio Claudio Pulcro. Nei successivi quarant'anni non vi furono battaglie degne di nota, ma proseguì la penetrazione economica di Roma, che permise al Senato di fondare nel 100 a.C. la colonia di Eporedia (l'odierna Ivrea) su un preesistente villaggio fortificato dei Salassi. La resistenza delle popolazioni in pianura e nella vicina Valle d'Aosta fu risolta nel 25 a.C. dall'imperatore Augusto, il quale ne ottenne la resa e fondò il municipium di Augusta Praetoria. Ivrea divenne un importante snodo dei commerci che, tramite Eporedia, Aosta e i valichi del Piccolo e del Colle del Gran San Bernardo, si svolgevano tra la Pianura Padana e le Gallie. Pregevoli testimonianze di quest'epoca sono state rinvenute sotto la chiesa di San Benigno Canavese, dove è presente un mosaico romano appartenente a un'antica abitazione di periodo imperiale.

### Medioevo e Rinascimento

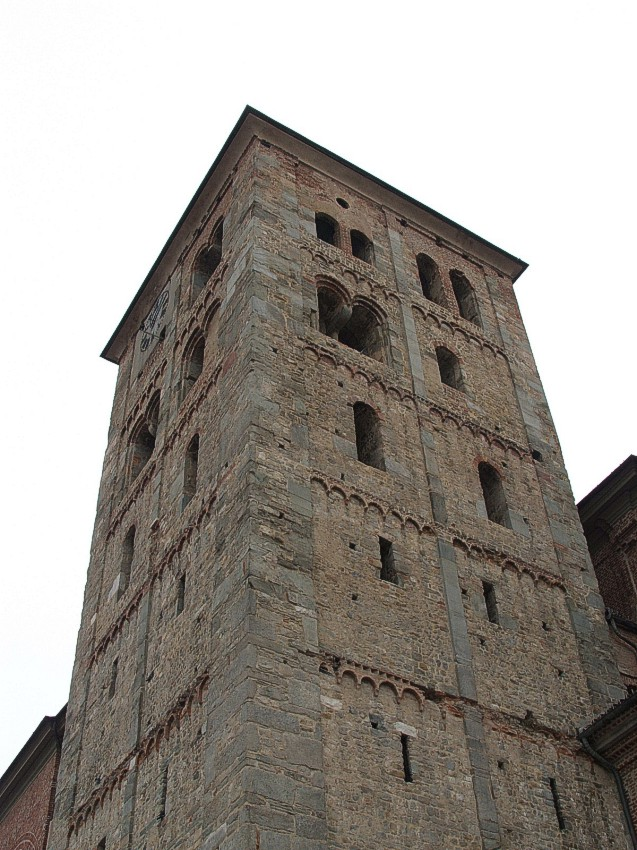
La torre campanaria dell'Abbazia di Fruttuaria

Dopo la caduta dell'Impero Romano, il Canavese fece parte di un ducato longobardo e di una contea franca (verso la fine dell'VIII secolo d.C.) e acquisì notevole importanza sotto Arduino, re d'Italia tra il 1000 e il 1015.
Nacquero diverse dinastie nobiliari molte delle quali pretendevano una discendenza arduinica. Tra le più importanti i Valperga, i Biandrate, i Mazzé, i San Martino, i Castellamonte. Si contesero il territorio per secoli, anche facendosi la guerra, spesso nel contesto degli scontri tra i marchesi del Monferrato e i Savoia. I San Martino e i Castellamonte erano guelfi alleati con i Savoia, mentre i Masino e i Valperga erano ghibellini schierati col Monferrato.
Nel Trecento la regione fu teatro delle rivolte dei tuchini, abitanti dei piccoli comuni rurali che si ribellarono contro lo strapotere dei signori feudali.
Nel Basso Medioevo il territorio fu frammentato tra i vescovi di Ivrea, i marchesi del Monferrato, i principi di Acaia e i Savoia. Questi ultimi ne acquisirono il dominio nel XIV secolo.
Nel periodo di transizione tra Medioevo e Rinascimento, il Canavese, anche grazie alla relativa stabilità politica assicurata dallo stato sabaudo, conobbe una discreta crescita economica.  Tra le varie opere realizzate all'epoca i numerosi castelli e monasteri edificati a partire dal XV secolo, e il naviglio di Ivrea, la cui costruzione come canale navigabile fu avviata da Amedeo VIII su disegno di Leonardo da Vinci per collegare la città di Ivrea a quella di Vercelli.

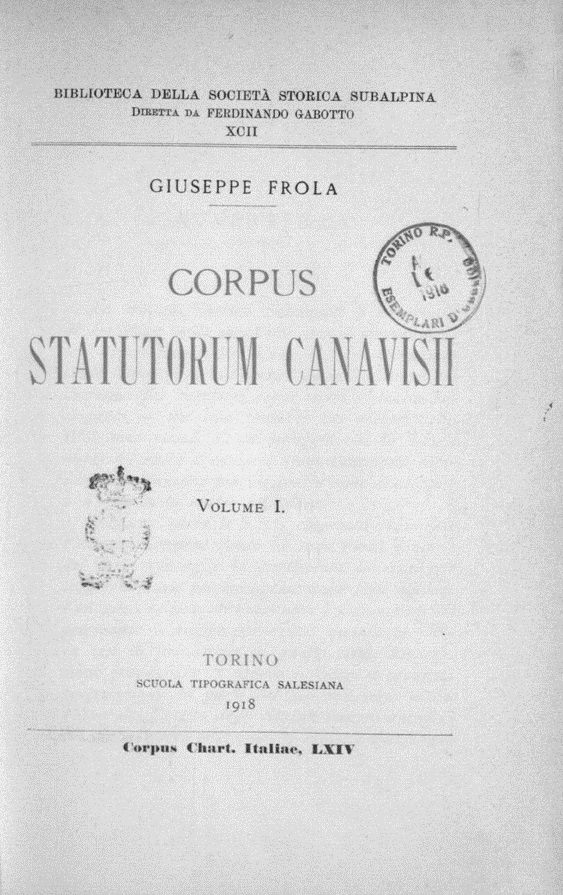
Giuseppe Frola, Corpus Statutorum Canavisii, 1918. Raccoglie gli antichi statuti del Canavese.

### Età moderna e contemporanea
Verso la fine del Settecento i francesi invasero il Canavese e vi imposero le nuove leggi ed i costumi giacobini della rivoluzione. Il 16 aprile 1814 vi rientrarono i Savoia.
Nel XIX secolo si svilupparono nuove industrie e rifiorirono l'artigianato e l'agricoltura, lasciando tracce indelebili nel paesaggio della regione. 
Il Canavese fu poi interessato, soprattutto nel secondo dopoguerra, da una diffusa crescita dell'edificato, specie nelle aree pianeggianti, e dalla costruzione di varie infrastrutture, tra le quali l'autostrada Torino-Aosta e la A4/A5 - Diramazione Ivrea-Santhià (la cosiddetta bretella). Alcune di queste infrastrutture, insieme alle campagne e ai centri abitati, furono pesantemente danneggiate dall'alluvione che colpì l'area nell'ottobre 2000 provocando l'esondazione della Dora Baltea e di vari altri corsi d'acqua piemontesi e valdostani.

## Eventi

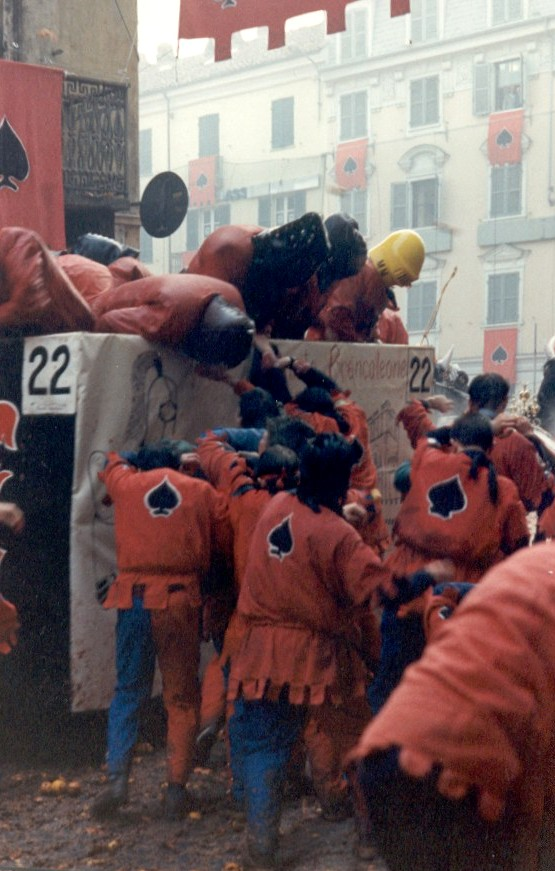
Carnevale di Ivrea: la Battaglia delle Arance

- Carnevale di Ivrea, con la "battaglia delle arance"
- Carnevalone di Chivasso
- Antico carnevale di Castellamonte
- Carnevale di Banchette, in notturna
- Fiera del Canavese a Rivarolo Canavese, in primavera
- Torneo di Maggio alla Corte di Re Arduino di Cuorgnè, con il torneo equestre e la corsa delle botti
- Idi di maggio ad Oglianico
- Ferie medievali a Pavone Canavese, in luglio
- Rievocazione storica di re Arduino a Sparone, in luglio
- Castrum Beregnari a Balangero, in luglio
- Notte dei Salassi a Salassa, in luglio
- Apolide festival a Vialfrè, in luglio
- Mostra della ceramica di Castellamonte, in settembre
- Festa dell'uva a Caluso, in settembre
- Festa dell'uva a Carema, in settembre
- Strassapapè en festa a Rivara, in settembre
- Sagra del Pignoletto a Banchette e a Levone, in ottobre
- Sagra del cavolo verza a Montalto Dora, in novembre
- Festa della montagna a Locana, in estate
- Mostra della ceramica di Castellamonte, agosto/settembre
- Sagra della castagna in ottobre a Nomaglio
- Sagra del porcino in settembre a Quassolo
- Sagra delle pesche in luglio a Maglione
- Carnevale di Bienca con la "Battaglia dei tomini"
- I tre carnevali di Borgofranco

## Luoghi d'interesse storico ed artistico
- Architettura romanica nel Canavese
- Casa di re Arduino a Cuorgnè
- Museo archeologico del Canavese a Cuorgnè
- Museo dell'architettura moderna di Ivrea (MaAM) a Ivrea

### Castelli

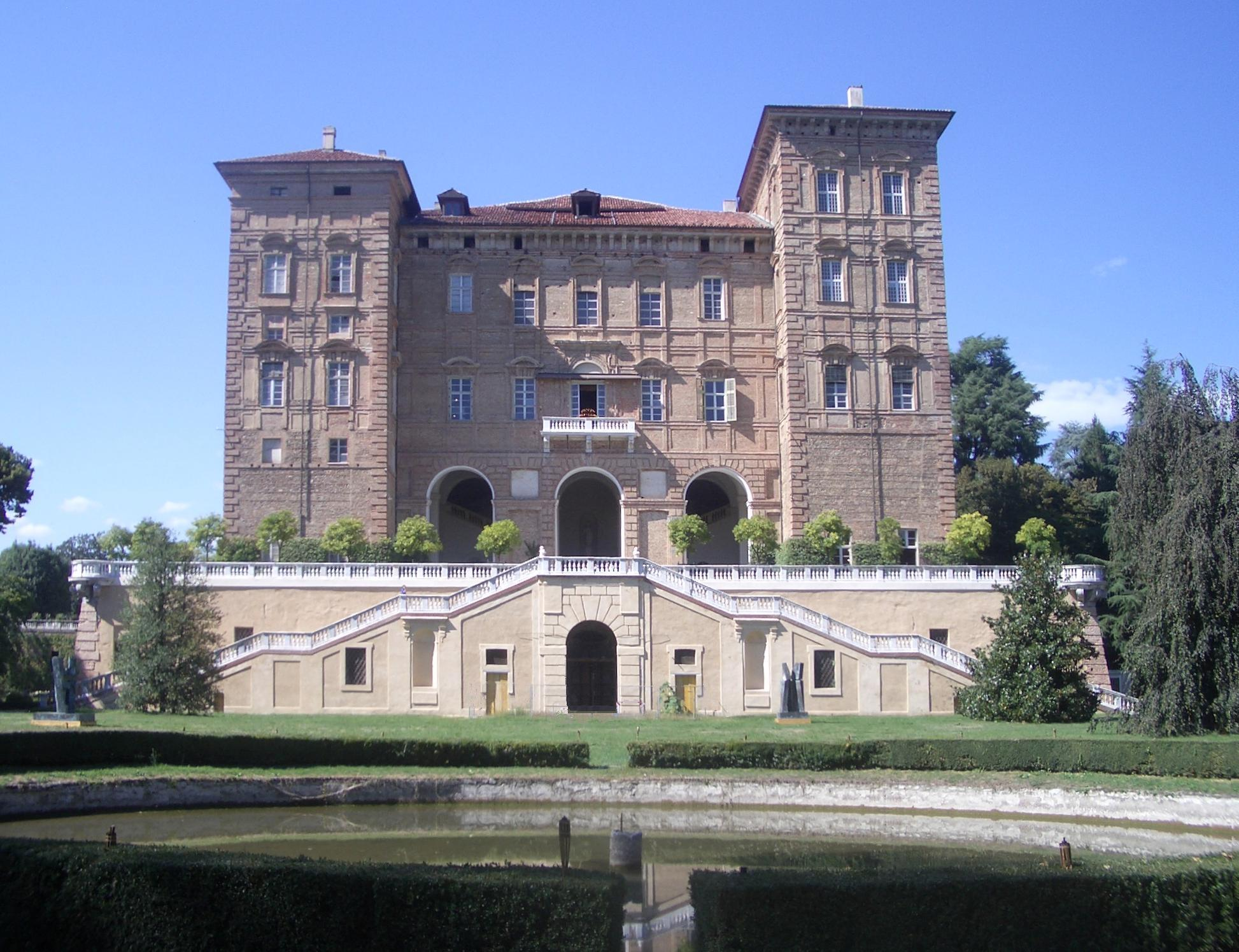
Castello di Agliè

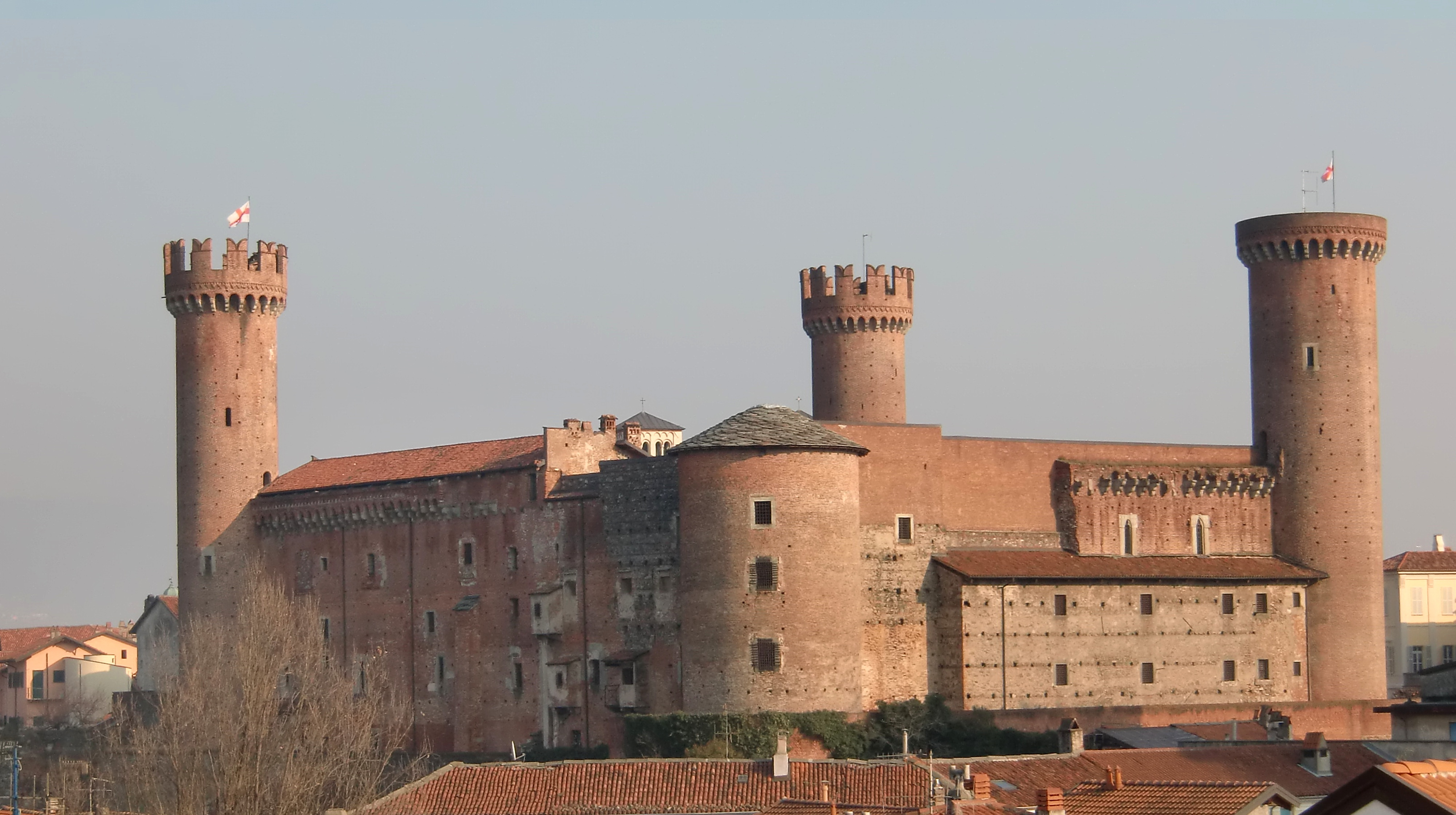
Castello di Ivrea

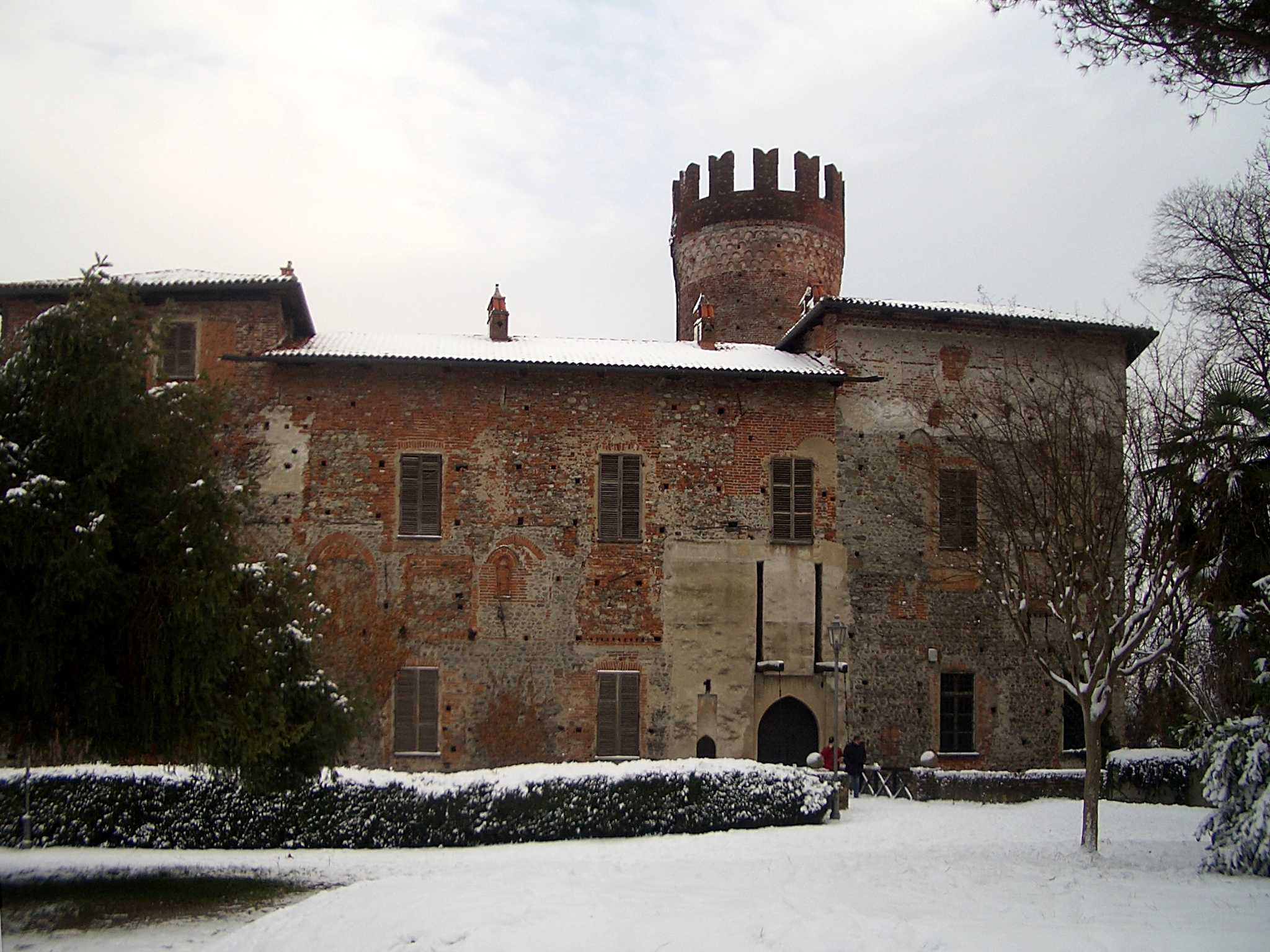
Castello di Rivarolo

Il paesaggio del Canavese è punteggiato da castelli e rocche, costruiti a partire dall'alto Medioevo, testimonianza dei diversi casati nobiliari e della travagliata storia di questa regione.
- Castello ducale di Agliè
- Castello di Banchette
- Castello di Borgomasino
- Castello di Candia Canavese
- Castello di Castellamonte
- Castello di Chiaverano
- Castello di Foglizzo
- Castello di Ivrea
- Castello di Masino
- Castello di Mazzè
- Castello di Moncrivello
- Castello di Montalto Dora
- Castello di Ozegna
- Castello di Parella
- Castello di Pavone Canavese
- Castello di Rivara
- Castello di Malgrà a Rivarolo Canavese
- Castello di San Giorgio Canavese
- Castello di Strambino
- Castello di Valperga

### Chiese e abbazie

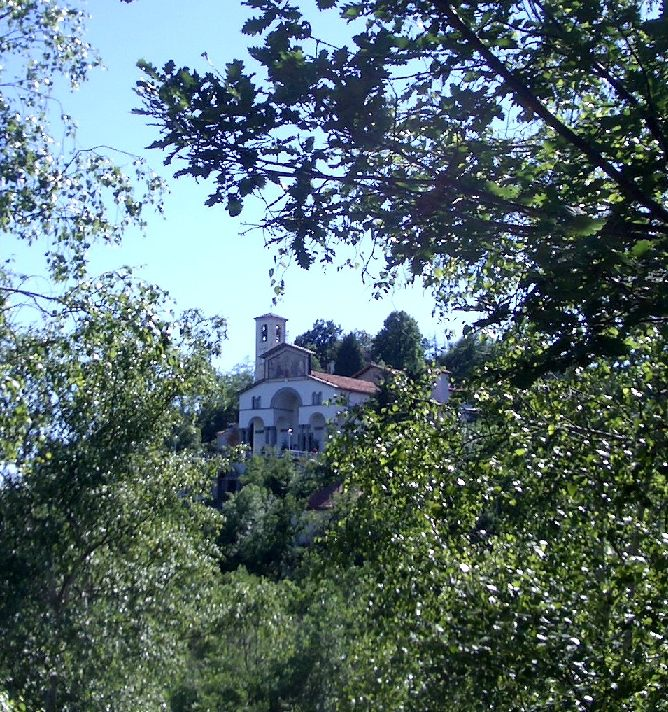
Veduta del Santuario di Belmonte a Valperga

- Sacro Monte di Belmonte (patrimonio mondiale dell'UNESCO)
- Pieve di San Lorenzo a Settimo Vittone
- Chiesa di San Bernardino a Ivrea
- Chiesa di San Gaudenzio a Ivrea
- Duomo di Ivrea
- Santuario di Monte Stella a Ivrea
- Chiesa di San Nicola da Tolentino a Ivrea
- Chiesa sconsacrata di Santa Croce a Rocca Canavese
- Chiesa di San Ferreolo a Grosso
- Chiesa di San Pietro Vecchio a Favria
- Chiesa di Santa Croce a Sparone
- Chiesa di Santo Stefano del Monte a Candia Canavese
- Chiesa dei Santi Fabiano e Sebastiano a San Giusto Canavese
- Chiesa di San Giacomo di Ruspaglia a San Giusto Canavese
- Chiesa dei Santi Michele e Solutore a Strambino
- Abbazia di Fruttuaria a San Benigno Canavese
- Cappella di Santo Spirito ed Evasio a Oglianico
- Santuario di Prascondù a Ribordone
- Santuario di San Besso a Ronco Canavese
- Chiesa di San Giuliano di Brioude a Barbania
- Chiesa di San Martino di Liramo a Cirié
- Duomo di San Giovanni a Cirié
- Chiesa di Santa Maria di Spinerano a San Carlo Canavese
- Chiesa di San Firmino a Pertusio
- Chiesa collegiata di Santa Maria Assunta comunemente chiamata "Duomo" a Chivasso
- Santuario di Sant'Anna Meinardi a Locana nel Parco nazionale del Gran Paradiso
- Santuario di San Vito Martire (Nole)
- Chiesa di Santa Maria Maddalena (Foglizzo)
- Santuario della Consolata a Levone

### Altri edifici di culto
- Tempio dell'Umanità (Vidracco)

## Dialetti e vocabolario
Nel Canavese è parlata la lingua piemontese nella sua variante dialettale canavesana.
Le seguenti parole, presentate qui con la trascrizione nell'alfabeto fonetico internazionale e l'equivalente in italiano, nonché la derivazione etimologica, sono citate da Geoffrey Hull. Le etimologie sono tratte dal Wikizionario (italiano). Da notare la sequenza evolutiva: a > ɒ
| Trascrizione IPA | significato in italiano | origine                |
| ---------------- | ----------------------- | ---------------------- |
| kan'tɒva         | cantava                 | dal latino cantare     |
| 'grɒd            | grato                   | dal latino gratus      |
| 'mɒr             | mare                    | dal latino mare        |
| 'mɒsa            | massa                   | dal latino massa       |
| 'pɒrt            | parte                   | dal latino pars        |
| 'pɒsta           | pasta                   | dal latino tardo pasta |
| 'pjɒt            | piatto                  | dal latino plattus     |
| 'sɒl             | sale                    | dal latino salis       |
| 'vɒka            | vacca                   | dal latino vacca       |

## Economia
L'economia del Canavese si regge prevalentemente sull'industria siderurgica e metallurgica dell'automotive (in passato anche quella informatica con l'Olivetti di Ivrea, tessile e conciaria di Rivarolo Canavese e Cuorgnè). Un tempo erano importanti le industrie della ceramica di Castellamonte e le attività minerarie in Valchiusella e nella valle della Dora Baltea. Queste industrie hanno portato ad un notevole incremento della popolazione, interessata da una forte immigrazione prima dal sud Italia e poi dall'est Europa. Negli ultimi anni numerose grandi aziende hanno chiuso e l'economia si è spostata sul terziario..
Le attività agricole sono l'allevamento e lo sfruttamento forestale nelle valli alpine, la coltivazione dei cereali e della vite nell'area collinare e in pianura.
Si producono i vini Carema, Erbaluce di Caluso e Canavese, oltre all'originale Torta 900.

## Nella letteratura
Nel canavese è ambientata la lirica di Guido Gozzano intitolata La signorina Felicita ovvero la Felicità.
Natalia Ginzburg ha ambientato tra Ivrea e Colleretto Giacosa Lessico famigliare.

## Comuni
Non esiste una precisa definizione territoriale del Canavese: nelle ipotesi più inclusive si considera un'area di 2047,61 km² che comprende 129 comuni (di cui 126 appartenenti alla città metropolitana di Torino, 2 alla provincia di Biella e 1 alla provincia di Vercelli) per un totale di 335.367 abitanti.
Provincia di Biella:
- Viverone
- Roppolo

Provincia di Vercelli:
- Moncrivello

Città metropolitana di Torino:
- Agliè
- Albiano d'Ivrea
- Alpette
- Andrate
- Azeglio
- Bairo
- Baldissero Canavese
- Banchette
- Barbania
- Barone Canavese
- Bollengo
- Borgiallo
- Borgofranco d'Ivrea
- Borgomasino
- Bosconero
- Brandizzo
- Brosso
- Burolo
- Busano
- Caluso
- Candia Canavese
- Canischio
- Caravino
- Carema
- Cascinette d'Ivrea
- Castellamonte
- Castelnuovo Nigra
- Ceresole Reale
- Chiaverano
- Chiesanuova
- Chivasso
- Ciconio
- Cintano
- Cirié
- Colleretto Castelnuovo
- Colleretto Giacosa
- Corio
- Cossano Canavese
- Cuceglio
- Cuorgnè
- Favria
- Feletto
- Fiorano Canavese
- Foglizzo

- Forno Canavese
- Frassinetto
- Front
- Grosso
- Ingria
- Issiglio
- Ivrea
- Leinì
- Lessolo
- Levone
- Locana
- Lombardore
- Loranzè
- Lusigliè
- Maglione
- Mathi
- Mazzè
- Mercenasco
- Montalenghe
- Montalto Dora
- Montanaro
- Noasca
- Nole
- Nomaglio
- Oglianico
- Orio Canavese
- Ozegna
- Palazzo Canavese
- Parella
- Pavone Canavese
- Perosa Canavese
- Pertusio
- Piverone
- Pont Canavese
- Prascorsano
- Pratiglione
- Quagliuzzo
- Quassolo
- Quincinetto
- Ribordone
- Rivara
- Rivarolo Canavese
- Rivarossa

- Rocca Canavese
- Romano Canavese
- Ronco Canavese
- Rondissone
- Rueglio
- Salassa
- Salerano Canavese
- Samone
- San Benigno Canavese
- San Carlo Canavese
- San Colombano Belmonte
- San Francesco al Campo
- San Giorgio Canavese
- San Giusto Canavese
- San Martino Canavese
- San Maurizio Canavese
- San Ponso
- Scarmagno
- Settimo Rottaro
- Settimo Vittone
- Sparone
- Strambinello
- Strambino
- Tavagnasco
- Torre Canavese
- Traversella
- Valchiusa
- Val di Chy
- Valperga
- Valprato Soana
- Vauda Canavese
- Vestignè
- Vialfrè
- Vidracco
- Villanova Canavese
- Villareggia
- Vische
- Vistrorio
- Volpiano